# Juste nous vol. 1
Juste nous vol. 1 est une compilation de rap français sortie en novembre 2005. Produit en totale indépendance par 20Syl cet album détonne au moment de sa sortie par sa couleur musicale et ses choix d'artistes, ce projet se veut alors une alternative au rap de rue et au Rap hardcore qui règne sur les ondes des radios.

## À propos
Au moment de sa sortie, Juste nous vol. 1 est décrit comme un album conceptuel, plutôt qu'une compilation.
De la même manière que 73 Touches, l'album de Hocus Pocus, il se distingue alors  par ses sonorités majoritairement jazzy et soul. Les protagonistes de ce projet avouent sans complexes s'inspirer de groupes tels que A Tribe Called Quest ou les Sages Poètes de la Rue.
Le titre Juste Nous est un clin d'œil à la Justus League, crew du groupe Little Brother (voir Foreign Exchange).
L'objectif de ce disque au moment de sa sortie est de réunir tous les artistes qui défendent un rap que certains qualifieraient de hip-hop alternatif ou de jazz rap. Le second objectif est d'exposer toute une scène indépendante qui se développe principalement à l'ombre des médias, et surtout d'élargir la palette du rap français. Ce disque va réunir d'illustres inconnus par le grand public mais qui n'en restent pas moins talentueux 
 et qui sont pour la plupart membres de Communauté underground avec pour point commun de défendre un Hip-hop plus proche de ses valeurs originelles.
On retrouve alors entre autres des artistes comme Enz, Dernier Pro, Bunzen, Amara, Seïsme, S-Ist, JL ou S.A.T, qui jusque-là n'avaient comme bagages discographiques que de nombreux maxis, des compilations ou à de rares exceptions des albums.

## Liste des titres
| No  | Titre                                | Auteur                   | Producteur  | Durée |
| --- | ------------------------------------ | ------------------------ | ----------- | ----- |
| 1.  | Juste L'Intro                        | DJ Fab                   | Stanza      | 0:53  |
| 2.  | C’est pas le moment                  | Enz                      | Astronote   | 3:30  |
| 3.  | Les Entrailles de la planète musique | Mikehero & Dernier Pro   | C.H.I       | 3:17  |
| 4.  | État d’esprit                        | Flowbless                | Be2s        | 3:51  |
| 5.  | Quand ma musique                     | Seisme, JL, Arken, Karim | YvonKashmyr | 3:43  |
| 6.  | Solid Remix Equilibre                | S.A.T                    | 20Syl       | 2:34  |
| 7.  | Confidences                          | S-ist & Seisme           | Xcuz        | 4:02  |
| 8.  | Dissidents                           | Specko                   | Stix        | 3:13  |
| 9.  | 1000 Efforts                         | Bunzen & Casey           | Astronote   | 3:23  |
| 10. | Potentiel Remix                      | Flowbless                | Stanza      | 3:48  |
| 11. | J’vois le hip hop                    | Dernier Pro              | Stix        | 4:00  |
| 12. | Signes                               | S-IST                    | Dela        | 3:57  |
| 13. | Enfants de France                    | Amara                    | Henock      | 3:32  |
| 14. | J’en Sais pas plus                   | BE2S                     | Be2s        | 4:03  |
| 15. | Juste Nous Outro                     | DJ Fab                   | Stanza      | 1:17  |
| 16. | Une lueur d’espoir (bonus track)     | M.FA.SOL                 | M.Fa.Sol    | 4:55  |

## Juste nous remixé
Sept mois après sa sortie dans les bacs, le projet Juste Nous fait à nouveau l'actualité, non pas avec un deuxième volume, mais plutôt avec une nouvelle version remixée qui sort début juin 2006 sous le nom Juste Nous: recooked and spiced.
Ce disque est le résultat d'un concours de remix lancé au début du printemps 2006. Fidèle à sa démarche de mettre sous les projecteurs de jeunes artistes, le concept Juste Nous fais cette fois-ci la part belle au beatmakers. Afin de contribuer à son Buzz et de toucher un maximum personnes, l'outil MySpace va être utilité, ce qui résultera à un total de plus de 124 beatmakers inscrits. Séduits par le projet, des producteurs d'un peu partout (Guyane, Pays-Bas, Guadeloupe, Allemagne, France), vont alors réinterpréter Juste Nous.
Sur les 124 remixes reçus, seuls 16 seront sélectionnés pour une face recooked et une autre face spiced. Ce disque a but promotionnel, destinés pour tous les médias a été distribué gratuitement.